# Abberley
Abberley – wieś w Anglii, w hrabstwie Worcestershire, w dystrykcie Malvern Hills. Leży 16 km na północny zachód od miasta Worcester i 178 km na północny zachód od Londynu. Miejscowość liczy 830 mieszkańców.